# رازیانه‌بوهای جنوبی
رازیانه‌بوهای جنوبی (نام علمی: Atherospermataceae) نام یک خانواده از راسته برگ‌بوسانان است.